# USS Decatur (DD-5)
USS Decatur (DD-5) – amerykański niszczyciel typu  Bainbridge  będący w służbie United States Navy w czasie I wojny światowej. Nazwa okrętu pochodziła od Stephena Decatura.
Okręt zwodowano 26 września 1900 w stoczni William R. Trigg Company w Richmond, matką chrzestną była M. D. Mayo, daleka krewna patrona okrętu. Jednostka weszła do służby 19 maja 1902, pierwszym dowódcą został Lieutenant L. H. Chandler.
"Decatur" został wyznaczony do pełnienia roli okrętu flagowego 1 Flotylli Torpedowej (ang. 1st Torpedo Flotilla) w czasie pełnienia ćwiczeń i manewrów w pobliżu wschodniego wybrzeża USA i na Karaibach do grudnia 1903. Wtedy flotylla opuściła Norfolk i udała się do Azji pełnić służbę w Asiatic Station. Do celu dotarła przez Kanał Sueski.
Do Cavite na Filipinach niszczyciel dotarł 14 kwietnia 1904. "Decatur" przeprowadzał ćwiczenia wzdłuż wybrzeża Chin i pływał po wodach filipińskich do czasu umieszczenia w rezerwie w Cavite 5 grudnia 1905. Przez następne 3 lata wykonywał nieregularne rejsy, w tym jeden na południowe Filipiny w styczniu i lutym 1908 i do Sajgonu w maju 1908.
Został wycofany ze służby 18 lutego 1909. W rezerwie służbowej został umieszczony 22 kwietnia 1910. Do pełnej służby wrócił 22 grudnia 1910. Wznowił operacje w składzie flotylli torpedowej pływając po wodach południowych Filipin i pomiędzy portami Chin i Japonii do 1 sierpnia 1917. Wtedy opuścił wody azjatyckie i udał się na wody Morza Śródziemnego. Przydzielony do Amerykańskich Eskadr Patrolowych (ang. U.S. Patrol Squadrons) dotarł do Gibraltaru 20 października w celu pełnienia służby patrolowej i eskorty konwojów zarówno na Morzu Śródziemnym jak i na Atlantyku do 8 grudnia 1918. "Decatur" powrócił do Filadelfii 6 lutego 1919 i został wycofany ze służby w tym porcie 20 czerwca. Został sprzedany na złom 3 stycznia 1920.
W czasie gdy pełnił służbę na Filipinach dowodził nim (później admirał) Chester Nimitz.